# Kryterium Asów Polskich Lig Żużlowych 1984

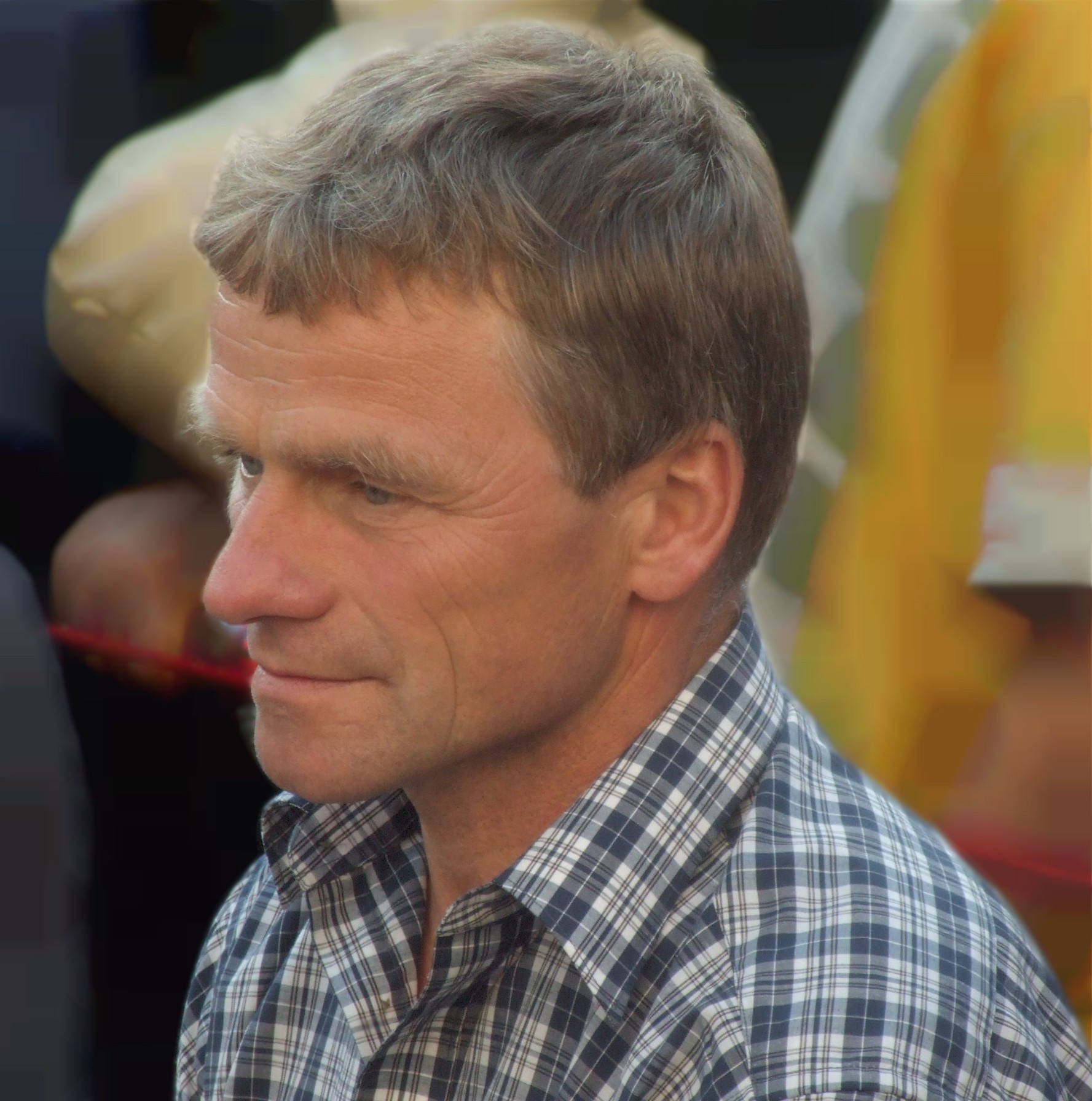
Andrzej Huszcza

III Kryterium Asów Polskich Lig Żużlowych odbył się 25 marca 1984. Zwyciężył Andrzej Huszcza.

## Wyniki
- 25 marca 1984 (niedziela), Stadion Polonii Bydgoszcz

| Msc. | Zawodnik                  | Klub                 | Pkt  |              |  |
| ---- | ------------------------- | -------------------- | ---- | ------------ |  |
| 1    | (12) Andrzej Huszcza      | Falubaz Zielona Góra | 12+3 | (2,2,3,3,2)  |  |
| 2    | (5) Bolesław Proch        | Polonia Bydgoszcz    | 12+2 | (1,3,2,3,3)  |  |
| 3    | (6) Edward Jancarz        | Stal Gorzów Wlkp.    | 12+1 | (3,2,3,3,1)  |  |
| 4    | (7) Jerzy Rembas          | Stal Gorzów Wlkp.    | 11+3 | (2,3,3,2,1)  |  |
| 5    | (16) Leonard Raba         | Kolejarz Opole       | 11+2 | (3,3,1,2,2)  |  |
| 6    | (11) Ryszard Buśkiewicz   | Polonia Bydgoszcz    | 10   | (3,2,2,1,2)  |  |
| 7    | (2) Zenon Kasprzak        | Unia Leszno          | 9    | (0,3,0,3,3)  |  |
| 8    | (3) Eugeniusz Błaszak     | Stal Rzeszów         | 7    | (2,0,1,1,3)  |  |
| 9    | (9) Eugeniusz Miastkowski | Apator Toruń         | 7    | (1,2,2,2,0)  |  |
| 10   | (13) Roman Jankowski      | Unia Leszno          | 7    | (2,1,2,2,ns) |  |
| 11   | (15) Wojciech Żabiałowicz | Apator Toruń         | 5    | (1,1,1,0,2)  |  |
| 12   | (4) Ryszard Fabiszewski   | Polonia Bydgoszcz    | 5    | (1,1,1,1,1)  |  |
| 13   | (14) Maciej Jaworek       | Falubaz Zielona Góra | 4    | (0,0,3,1,u)  |  |
| 14   | (1) Zdzisław Rutecki      | Polonia Bydgoszcz    | 3    | (3,0,-,-,-)  |  |
| 15   | (10) Zenon Plech          | Wybrzeże Gdańsk      | 1    | (0,1,0,0,-)  |  |
| 16   | (8) Marek Kępa            | Start Gniezno        | 0    | (0,0,0,0,w)  |  |
|      | rez. Marek Makowski       | GKM Grudziądz        | 1    | (0,1)        |  |
|      | rez. Marek Ziarnik        | Polonia Bydgoszcz    | 3    | (0,3)        |  |